# Al mio giudice
Al mio giudice è un romanzo dello scrittore Alessandro Perissinotto, scritto nel 2004. Il libro è stato tradotto in inglese, giapponese e russo.

## Trama
Dopo i successi della sua società informatica Luca Barberis, trentacinquenne di origine torinese, si ritrova sul lastrico e sospetta di essere stato truffato da una società di intermediazione guidata dalla famiglia Lajanca.
Ucciderà Giuliano Lajanca si darà alla latitanza, ma inizierà uno scambio epistolare via posta elettronica con la giudice Giulia Ambrosini incaricata delle indagini.
I due si scambieranno decine di e-mail nelle quali avranno modo di conoscersi e scavare nel torbido mondo della finanza internazionale. 

## Edizioni
- Alessandro Perissinotto, Al mio giudice, Rizzoli, 2004, 236 pp.

## Riconoscimenti
- 2005: Premio Grinzane Cavour[2]
- 2006, Premio Letterario Chianti[3]